# Gare d’Argenteuil
Gare d’Argenteuil – stacja kolejowa w Argenteuil, w regionie Île-de-France, we Francji. Znajdują się tu 3 perony.